# جعابل (الرجم)

تعديل مصدري - تعديل

جعابل هي إحدى قرى عزلة بني الجلبي بمديرية الرجم التابعة لمحافظة المحويت، بلغ تعداد سكانها 69 نسمة حسب تعداد اليمن لعام 2004.